# Агреп (Чад)
Агреп (фр. Agrep) — деревня в Чаде, расположенная на территории региона Саламат.

## Географическое положение
Деревня находится в юго-восточной части Чада, к востоку от сезонно пересыхающей реки Вади-Авис, на высоте 508 метров над уровнем моря.
Населённый пункт расположен на расстоянии приблизительно 483 километров к востоку-юго-востоку (ESE) от столицы страны Нджамены.

## Климат
Климат деревни характеризуется как полупустынный жаркий (BSh в классификации климатов Кёппена). Среднегодовая температура воздуха составляет 28,1 °C. Средняя температура самого холодного месяца (января) составляет 25,6°С, самого жаркого месяца (апреля) — 32,2 °С. Расчётная многолетняя норма осадков — 774 мм. В течение года количество осадков распределено неравномерно, основная их масса выпадает в период с мая по октябрь. Наибольшее количество осадков выпадает в августе (252 мм).

## Транспорт
Ближайший аэропорт расположен в городе Абу-Деиа.